# توم زاكاري
توم زاكاري (بالإنجليزية: Tom Zachary)‏ هو لاعب كرة قاعدة أمريكي، ولد في 7 مايو 1896 في غراهام في الولايات المتحدة، وتوفي في 24 يناير 1969 في برلنغتون في الولايات المتحدة.

## وصلات خارجية
- توم زاكاري على موقع دوري كرة القاعدة الرئيسي (الإنجليزية)
- توم زاكاري على موقعبيزبول رفرنس.كوم (الدوري الرئيسي) (الإنجليزية)
- توم زاكاري على موقعبيزبول رفرنس.كوم (الدوري الثانوي) (الإنجليزية)
- توم زاكاري على موقع قاعة كارولاينا الشمالية للمشاهير الرياضية (الإنجليزية)